# الجمعية الأردنية لتاريخ العلوم
الجمعية الأردنية لتاريخ العلوم هي جمعية تتكون من مجموعة من الأكاديميين ذوي تخصصات علمية مختلفة هدفهم إبراز الإنجازات العلمية العربية الإسلامية والتعريف بها وبمكتشفيها من العلماء العرب والمسلمين، وإعادة توظيفها في المناهج الدراسية وفي التداول المعرفي.